# Эмерсон, Хоуп
Хоуп Эмерсон (англ. Hope Emerson, 29 октября 1897 — 25 апреля 1960) — американская актриса, номинантка на премию «Оскар».

## Биография
Эмерсон родилась в Хейвардене, штат Айова. После окончания Западной средней школы в Де-Мойне в 1916 году она переехала в Нью-Йорк, где стала играть в водевилях.
Её бродвейский дебют состоялся в 1930 году в «Лисистрате». В 1932 году она дебютировала в кино в фильме «Улыбающиеся лица», но затем опять вернулась на театральную сцену. В 1940-е годы Эмерсон работала на радио, где её голосом говорила корова в одной из радиопередач.
В 1946 году она вернулась в Голливуд. Среди её ролей наиболее запоминающимися стали цирковая силачка в «Ребре Адама» (1949), невеста в «Женщине с запада» (1951), а также тюремщица Эвелин Харпер в фильме «В клетке» (1950), за роль которой Эмерсон была номинирована на «Оскар», как «Лучшая актриса второго плана».
Хоуп также известна по своим ролям на телевидении в сериале «Питер Гунн» (1958, за который она была номинирована на «Эмми»), и «Шоу Денниса О’Кифи» (1959).

## Смерть
Хоуп Эмерсон умерла от почечной болезни в возрасте 62 лет в Голливуде. Она была похоронена на кладбище «Грейс Хилл» в своём родном городе.

## Избранная фильмография
- 1948 — Плач большого города — Роуз Гивенс
- 1949 — Ребро Адама — Олимпия Ла Пере
- 1949 — Розинна МакКой — Лэвиса Хатфилд
- 1949 — Воровское шоссе — Мидж
- 1949 — Дом незнакомцев — Хелена Доминико
- 1950 — В клетке — Эвелин Харпер
- 1950 — Медный каньон — Мамаша Тарбет
- 1951 — Череп и кости — Энн Бонни
- 1951 — Женщина с запада — Пэтиэнс Хаулэй
- 1952 — Мы не женаты! — Сельская жена
- 1954 — Большая ночь Казановы — Княгиня Кастельбелло
- 1957 — Отдать всё, что есть у меня — миссис Пагмейстер
- 1958 — Засыпай, мой малыш — миссис Роджерс
- 1958 — Дни в Долине Смерти — «Большая» Лиз Бартон (в 1 эпизоде)